# Aleutians East megye
Aleutians East megye az Amerikai Egyesült Államok, Alaszka államának egyik megyéje. Székhelye Sand Point, legnagyobb városa Akutan. Lakosainak száma 3420 fő (2020. április 1.).Aleutians East megye Lake and Peninsula megyével határos.

## Népesség
A megye népességének változása:
| Lakosok száma | 3158 | 3183 | 3139 | 3092 | 3341 | 3420 |
|               | 2010 | 2011 | 2012 | 2013 | 2015 | 2020 |